# Mickey’s PhilharMagic
Mickey’s PhilharMagic ist ein 4D-Film für folgende Disneylands: Magic Kingdom, das Walt Disney World Resort, Hong Kong Disneyland und seit Januar 2011 im Disneyland Tokio. Ab Oktober 2018 auch in Disneyland Paris.

## Handlung
Micky kommt mit Donald in einen Raum voller Instrumente. Dort lässt er ihn allein und Donald schnappt sich den Dirigentenstock und dirigiert die Instrumente, die wie von Geisterhand betrieben alleine spielen. Als aber ein Instrument nicht gehorchen will, wird Donald sauer und packt es. Da springen die anderen Instrumente auf ihn zu, streiten mit ihm, schnappen seinen Hut und werfen ihn weg. Er will ihn wiederbekommen und folgt ihm, wobei er vielen Gestalten der Meisterwerkreihe Disneys begegnet. Am Schluss bekommt er seinen Hut wieder und landet im Raum der Instrumente. Daraufhin kommt Micky in den Raum und sieht Donalds Kopf in einer Trompete. In einer Abschlussszene fliegt Donald aus dieser heraus und landet in einer Wand. Durch die quetscht er sich hindurch und landet unsanft auf dem Boden.

## 4D-Effekt

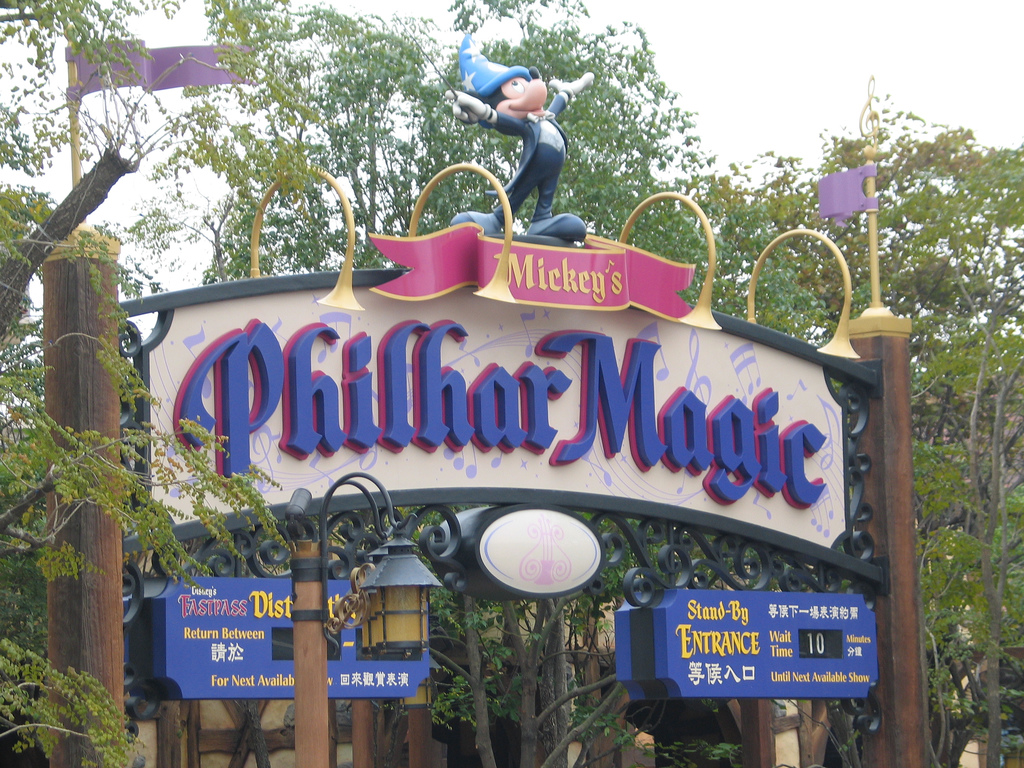
Eingang zum Kino im Hong Kong Disneyland

Noch über das normale 3D hinaus besitzt der Film folgende Extras:
- Man hört manchmal die Stimmen auch von außerhalb der Leinwand.
- Manchmal kommt Wasser von der Decke.
- Für die Abschlussszene wurde eine Extra-Box gebaut, in der ein Plastikdonald war und daraufhin hinunterfiel.